# Iglesia de Santa María de Cervelló
Para la santa barcelonesa del s. XIII Santa Maria de Cervelló, véase: Maria de Cervelló
La iglesia de Santa María de Cervelló, o de los Socorros, está situada bajo las ruinas del castillo de Cervelló, al sur del núcleo antiguo del pueblo, en la provincia de Barcelona (España). 

## Historia
Esta iglesia estaba inicialmente bajo la advocación de la Santa Cruz. En el 904, por donación de Wifredo II de Barcelona al Monasterio de Sant Cugat ya se nombra esta iglesia. Cuando Ènnec Bonfill, del linaje de los Cervelló compró el castillo del mismo nombre, situado sobre esta iglesia, en la casa condal de Barcelona, pactó con el obispo de Barcelona el dominio de la iglesia, aunque San Cugat mantuvo ciertos derechos, cosa que provocó diferencias entre la baronía de Cervelló y el monasterio.
Como resultado de algún pacto, la iglesia pasó a finales del siglo XI a ser plena propiedad de los Cervelló y desde entonces fue conocida con el nombre de San Esteban de Cervelló.
La nueva consagración del templo en el 1230, seguramente motivada por las obras que se hicieron como resultado del asedio del castillo por parte de Jaime I de Aragón. Estas obras no afectaron la fábrica románica que aún se conserva. Entonces tenía funciones parroquiales.
En el 1587 se llevaron a cabo modificaciones en el edificio: el portal, el coro y las capillas laterales. En el 1872 se abandonó a causa de la construcción de una nueva iglesia[cita requerida] en la población que tomó las tareas parroquiales. A comienzo del siglo XX se procedió a su restauración y en el 1922 se volvió a abrir al culto, ya bajo la advocación de Santa Maria de Cervelló.

## El edificio
Se trata de un edificio románico, con modificaciones. De una única nave encabezada por un ábside semicircular, con tres hornacinas con ventanas. El primer tramo de la nave está ocupado por una cúpula semiesférica, con un tambor con ventanales. Exteriormente este elemento está presente por un cimborrio octogonal, donde se tendría que situar el campanario, inexistente. En los laterales se encuentran las capillas añadidas en el siglo XVI, que también alteran el edificio exteriormente. Alguien ha situado su construcción durante el siglo XI[cita requerida].